# Clamosa
Clamosa es una localidad española en el municipio de La Fueva, Sobrarbe, Aragón. Su población era de 11 habitantes en el año 2020.

## Geografía y urbanismo
Esta localidad se sitúa sobre un cerro peñascoso, con una estructura urbana fundamentanda casas juntas y contra la roca, lo que hace pensar en un uso defensivo característico de las poblaciones antiguas. En la parte más alta se hallan las ruinas de un castillo modesto (que algunos datan en el siglo XI) que probablemente explica los orígenes del asentamiento. El pequeño castillo se complementaba posiblemente con el de Escanilla, y ambos con los poderosos castillos de Abizanda y Troncedo, en un área tan al sur del Sobrarbe que en algún otro tiempo fue escondite con la España musulmana.
Esta población tenía una salina que parece que no llegaba a abastecer al mismo pueblo en las épocas de mayor expansión demográfica, y además había tenido en alguna época una cantera de yeso y otra de caliza, ambas abandonadas en 1950. El molino harinero lo llevaban los lugareños y el de aceite era propiedad de los de La Selva, una pardina en el monte cerca de Bediello.
Muchas de las casas se hallan en ruinas. Cabe destacar la iglesia barroca de la Asunción del siglo XVIII, pero poco queda ya del castillo.

## Historia
Clamosa es un pueblo de origen militar, dado que se localiza en lo alto de un cerro rocoso y contaba con castillo, probablemente del siglo XI, situado en por encima de la localidad.
En el siglo XIV esta población se encontraba bajo la baronía de Entenza y en el siglo XV pasó al poder de Jaime II de Urgel. La primera noticia sobre el número de casas (o fuegos) es del año 1488.
Clamosa fue capital del municipio homónimo, del cual formaban parte también Caneto y Lapenilla, y los lugares de Bediello y La Selva, los cinco en el valle del barranco de Clamosa. A partir del periodo intercensal de 1842-1857 se le incorporaron dos de los tres núcleos del vecino valle del barranco del Salinar: Trillo y Salinas, dejando a Troncedo como municipio separado. El municipio desapareció en la década de 1960 al irse despoblando los lugares y pardinas, especialmente con las sucesivas inauguraciones de los dos embalses que arruinaron a los alrededores: El Grado (1968) y Mediano (1969).
Y regenerado por nuevos habitantes que quieren volver a dar vida al mundo rural.

## Geografía humana

### Demografía
| Gráfica de evolución demográfica de Clamosa entre 1842 y 1960 |
| |
| Población de derecho según los censos de población del INE Población de hecho según los censos de población del INEEntre el censo de 1857 y el anterior, crece el término del municipio porque incorpora a 225140 (Lapinilla), 225216 (Salinas de Trillo) y 225258 (Trillo) Entre el censo de 1970 y el anterior, este municipio desaparece porque se agrupa en el municipio 22113 (La Fueva) |

Según algunos especialistas, Clamosa tiene su origen alrededor del castillo que coronaba la peña en la que se asienta. En el fogaje de 1495 contaba con 11 fuegos. De acuerdo con Manuel Benito Moliner, el número de fuegos (casas) que había se mantuvo estable hasta la segunda mitad del siglo XIX, momento de la explosión demográfica generalizada en todo el Alto Aragón, pudiendo llegar hasta 20 o 21 casas.
Este mismo investigador propone que la media de población en Clamosa en el año 1787 era de 13 personas por casa, lo que sitúa a población total en los hipotéticos 143 habitantes. A mediados del siglo XIX, de acuerdo con Benito Moliner, el número habría subido casi en 7,68, y hacia 1860 le atribuye una media de 7,8 personas por fuego, lo que hace un total de 156 habitantes. En 1900, con un promedio atribuido de 6,7 habitantes por casa, la localidad habría tenido una población estimable en 134 habitantes.
| Gráfica de evolución demográfica de Clamosa entre 2000 y 2020 |
|                                                               |

## Festividades
- 17 de enero: fiesta de invierno, en honor a San Antón.[7]
- 23 de mayo: romería al santuario de Santa María de Bruís.[7]
- 15 de agosto: fiesta mayor, en honor a la Virgen.[7]
- 17 de diciembre: romería a la ermita de la Esperanza.[7]

## Leyenda
En Clamosa se produjo un fenómeno misterioso llamado las Lumbretas de Clamosa. Según la leyenda, las ánimas de la gente muerta todavía realizan procesiones religiosas con luces algunas noches.